# 自證分
自證分（梵語：svasaṃvedana、svasaṃvitti；自體分），佛教術語，歸爲瑜伽行唯識學派護法學系理論，屬唯識四分之一。其義為"相分"、"見分"所依，可親證"見分"。即有主觀性的能力，能更深一層見到（證到）原來的見分。或謂心識的自我證知問題。

## 外部連結
- 唯識四分抉微
- 唯識簡介 （页面存档备份，存于）